# Felice Brunetta d'Usseaux
Giovanni Battista Alberto Felice Brunetta d'Usseaux (Pinerolo, 1824 – Torino, 1886) è stato un militare italiano.

## Biografia
Figlio come gli altri suoi sei fratelli del conte Luigi e della contessa Cristina Cotti di Brusasco da Pinerolo, Giovanni Battista Alberto Felice apparteneva all'antica famiglia dei Brunetta d'Usseaux, di tradizione militare.
Iniziò la sua carriera militare nell'Armata Sarda nel corso del 1848 quando da poco era divenuto tenente di cavalleria, assegnato in forza al 2º Reggimento "Piemonte Reale", soprannominato subito "sciancafer" (in piemontese: spaccaferro) per via del suo carattere coraggioso ma risoluto. Sempre nel 1848, durante la prima guerra d'indipendenza venne ferito il 4 agosto nel corso della Battaglia di Melegnano, ove ricevette una menzione onorevole.
Durante la seconda guerra d'indipendenza del 1859 venne promosso capitano in forza al 13º Reggimento "Cavalleggeri del Monferrato" e colse l'occasione per distinguersi nella Battaglia di San Martino ove ottenne una Medaglia d'argento al valor militare. Nel 1866 combatté la terza guerra d'indipendenza come maggiore del 8º Reggimento "Lancieri di Milano".  Nel 1867 venne promosso al grado di colonnello e posto al comando del 1º Reggimento "Nizza Cavalleria" dove rimase sino al 1877 quando venne posto a riposo con la concessione della Croce di Cavaliere dell'Ordine dei Santi Maurizio e Lazzaro e di quella di Ufficiale dell'Ordine della Corona d'Italia.
Morì a Torino nel corso del 1886.

### Periodici
- A. Gasparinetti, I fratelli Brunetta d'Usseaux, in Rivista Militare, n. 5, Roma, Stato Maggiore dell'Esercito, settembre-ottobre 1995,  pp. 138-141.